# Enola Holmesová
Enola Holmesová (v anglickém originále Enola Holmes) je britský hraný film z roku 2020, který vznikl podle knih ze série The Enola Holmes Mysteries od spisovatelky Nancy Springerové. Film režíroval Harry Bradbeer a scénář k němu napsal Jack Thorne. Titulní roli ztvárnila Millie Bobby Brownová, která je rovněž producentkou filmu se svou sestrou Paige. V dalších rolích se objevili Henry Cavill, Sam Claflin a Helena Bonham Carter.
Film vypráví o dobrodružstvích mladší sestry Sherlocka Holmese a měl premiéru 23. září 2020 na Netflixu.

## Obsazení
| Millie Bobby Brownová (dabing Anežka Saicová) | Enola Holmesová                                      |
| Henry Cavill (dabing Vojtěch Dyk)             | Sherlock Holmes, bratr Enoly a Mycrofta              |
| Sam Claflin (dabing Petr Lněnička)            | Mycroft Holmes, bratr Enoly a Sherlocka              |
| Helena Bonham Carter (dabing Hana Ševčíková)  | Eudoria Holmesová, matka Enoly, Sherlocka a Mycrofta |
| Louis Partridge (dabing David Štěpán)         | vikomt Lord Tewksbury                                |
| Adeel Akhtar (dabing Ludvík Král)             | inspektor Lestrade                                   |
| Fiona Shaw (dabing Jaroslava Brousková)       | paní Harrisonová                                     |
| Frances de la Tour (dabing Dana Syslová)      | babička Tewksburyho                                  |
| Susie Wokoma (dabing Zuzana Ďurdinová)        | Edith                                                |
| Burn Gorman (dabing Marek Holý)               | Linthorn                                             |
| David Bamber (dabing Ladislav Cigánek)        | Sir Whimbrel                                         |
| Hattie Morahan (dabing Adéla Kubačáková)      | Lady Tewksburyová                                    |

## Vznik filmu
V únoru 2019 bylo oznámeno, že vznikne filmová adaptace knihy spisovatelky Nancy Springer, titulní roli ztvární Millie Bobby Brownová 
a jejím režisérem bude Harry Bradbeer. V červnu téhož roku tvůrci sdělili, že ve filmu budou hrát také Henry Cavill, Helena Bonham Carter, Adeel Akhtar a Fiona Shaw; v červenci oznámili jména dalších herců, a to Sama Claflina, Louise Partridge, Susan Wokomu a Burna Gormana. V červenci 2019 začalo v Londýně natáčení filmu.
V dubnu 2020 získal Netflix distributorská práva na film (který se měl původně promítat v kinech, ale tvůrci se nakonec kvůli pandemii covidu-19 rozhodli film umístit na placenou videotéku). Premiéra filmu proběhla 23. září 2020.